# Col du Lautaret
Der Col du Lautaret ist ein Gebirgspass in den Französischen Alpen. Er verbindet über die Route départementale 1091 (RD 1091) die Täler der Romanche und der Guisane, die in den traditionellen französischen Regionen Oisans bzw. Briançonnais liegen. Der Lautaret gehört zum Département Hautes-Alpes und bildet den Anschluss an das Département Isère sowie, via den Col du Galibier, an das Département Savoie.

## Streckenführung

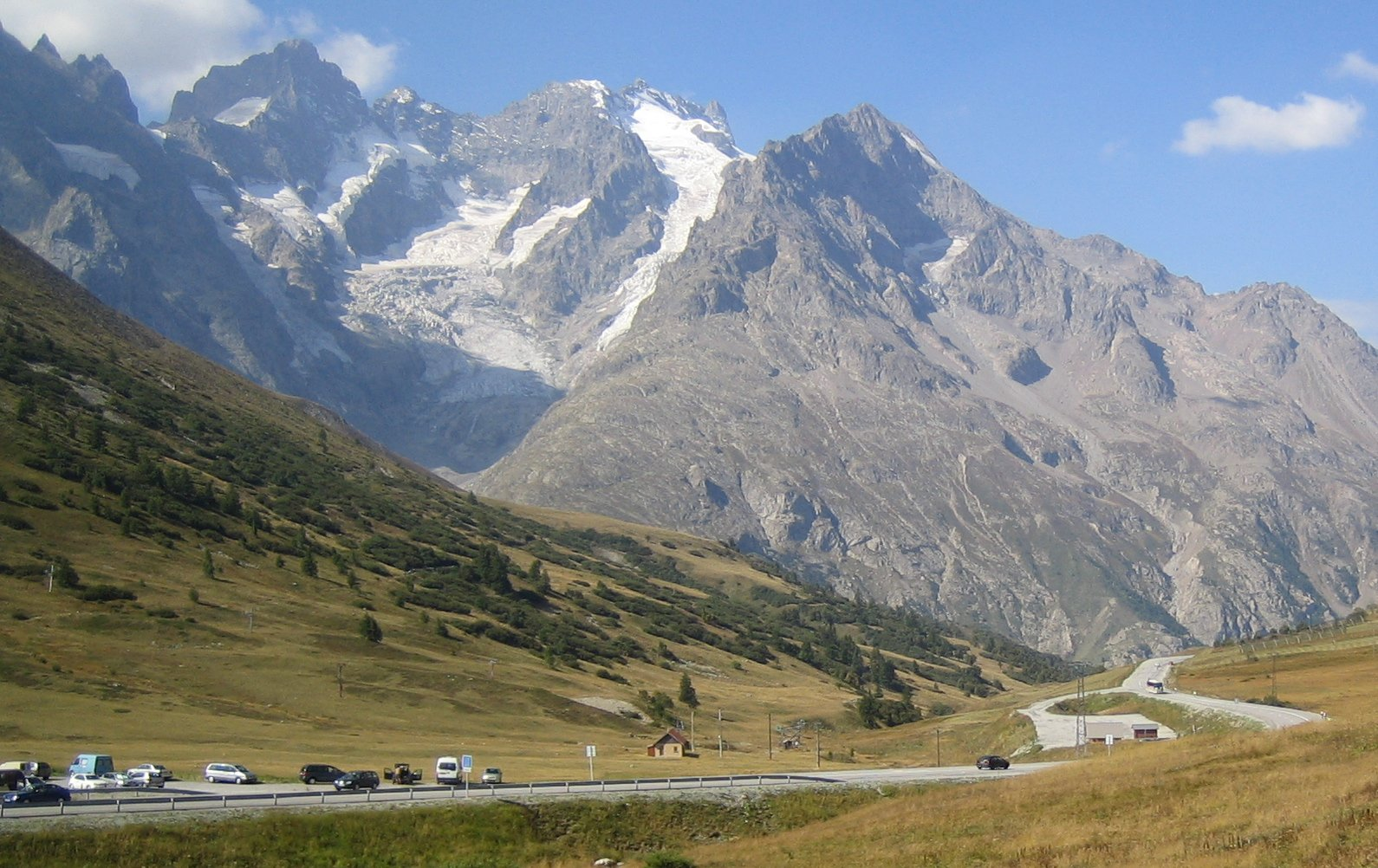
Ehemalige Route Nationale 91, heute D1091, über den Col du Lautaret. Im Hintergrund La Meije

Man erreicht den Col du Lautaret von drei Seiten. Die Südostrampe beginnt in Briançon und führt hinauf zur 2057 m hohen Passhöhe. Die Westrampe kommt aus dem Ort Le Clapier bei Le Bourg-d’Oisans. Dies ist die längere und schwierigere Seite zum Lautaret. An ihr liegt der Stausee Lac du Chambon und der Wintersportort La Grave. Diese Hauptachse der Passstraße, die Briançon mit Grenoble verbindet, ermöglicht einen einfacheren Zugang zu vier Skigebieten: Serre Chevalier von Norden sowie La Grave, Les Deux Alpes und L’Alpe d’Huez von Süden.
Von Norden ist der Col du Lautaret von Saint-Michel-de-Maurienne über den vorgelagerten Col du Télégraphe (1566 m), den Skiort Valloire und den Col du Galibier (2645 m) erreichbar.
Der Col du Lautaret ist nach dem Col du Vars der zweithöchste Pass Frankreichs, der den ganzen Winter befahrbar bleibt. Kurze Sperrungen sind aber manchmal aus Sicherheitsgründen notwendig. Dabei geht die Hauptgefahr nicht vom Schnee aus (Lawinengefahr bzw. Lawinenabgängen), sondern von dem starken Wind am Pass. Die Sperrungen des seit 1958 im Winter geräumten Passes gingen von bis zu 53 Tagen in den 1960er Jahren auf maximal acht Tage in den 2000er Jahren zurück.

## Geschichte der Passstraße

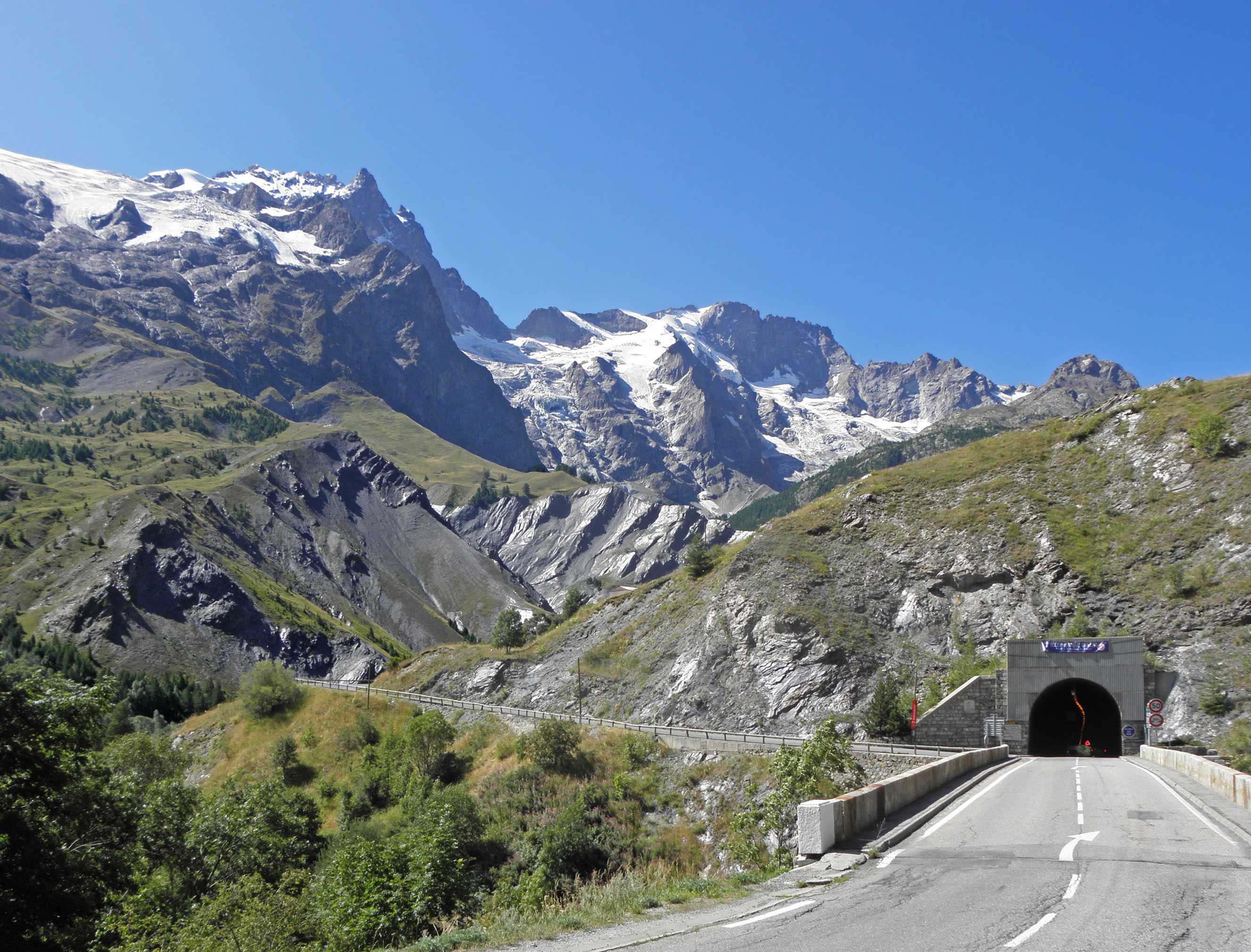
Tunnel de la Grave mit Blick auf den Gletscher der Meije

Funde aus der Eisenzeit zeigen, dass der Pass schon in prähistorischer Zeit als Übergang genutzt wurde. Die Römer bauten eine Straße von Gratianopolis (Grenoble) nach Brigantium (Briancon), die über das Col du Lautaret führte. Im frühen Mittelalter war die Passstraße eine wichtige Nord-Süd-Verbindung von Grenoble über Briançon, Montgenèvre und Susa nach Turin, bzw. über Gap in das Durancetal.
Zu Beginn des 19. Jahrhunderts trieb Napoleon I. den Ausbau von Straßen in den Alpen mit dem Ziel voran, die Kommunikation und den Handel zu verbessern sowie militärische Zugangswege zu schaffen. Die Arbeiten an der neuen Passstraße, der Route nationale 91 (RN 91), die oft vom Verlauf der alten Wege abwich, fanden zwischen 1807 und 1884 statt, wobei es mehrere Unterbrechungen aufgrund politischer Veränderungen gab, sowie wegen technischer Probleme im Zusammenhang mit der Straßenführung im Gelände. Der Streckenabschnitt Villar-d'Arêne – Col du Lautaret wurde bereits 1850 eröffnet und der Abschnitt Le Monêtier-les-Bains – Col du Lautaret folgte 1861. Am Ende der Bauzeit (1884) war die befahrbare Straße 8 m breit und bestand aus einer 15 cm dicken Schotterschicht und feinem Kies. Die Straßenführung wurde im 20. Jahrhundert nur geringfügig verändert. So wurde beispielsweise mit der Errichtung des Chambon-Staudamms die Straße 1935 aus dem Talboden in den Hang verlegt, wo sie durch mehrere Tunnel führt. Ende des 20. Jahrhunderts wurde die RN 91 zur RD 1091 heruntergestuft, so dass heute die Départements für Instandhaltung und Schneeräumdienste aufkommen müssen.
Der Tourismus in der Region um den Lautaret wurde u. a. auch von der Eisenbahngesellschaft Paris-Lyon-Méditerranée (PLM) weiterentwickelt. Von 1914 bis 1944 betrieb die PLM auf der Passhöhe in der Nähe des Botanischen Gartens ein PLM-Chalet-Restaurant, das schnell zu einem großen Luxushotel ausgebaut wurde. Es lag an zwei großen Alpenstraßen. Einerseits lag es an der Verbindung Grenoble – Briançon, beide Städte waren mit der Eisenbahn erreichbar, zwischen denen ein Linienverkehr mit Bussen bestand. Andererseits lag es an der Route des Alpes, einer Straßenverbindung zwischen Évian-les-Bains und Nizza. Nach der Zerstörung des Gebäudes am 11. August 1944 durch die Wehrmacht wurde ein neues Gästehaus für die Öffentlichkeit, Studenten und Forscher gebaut.

## Gedenkstätte für Opfer des Zweiten Weltkriegs

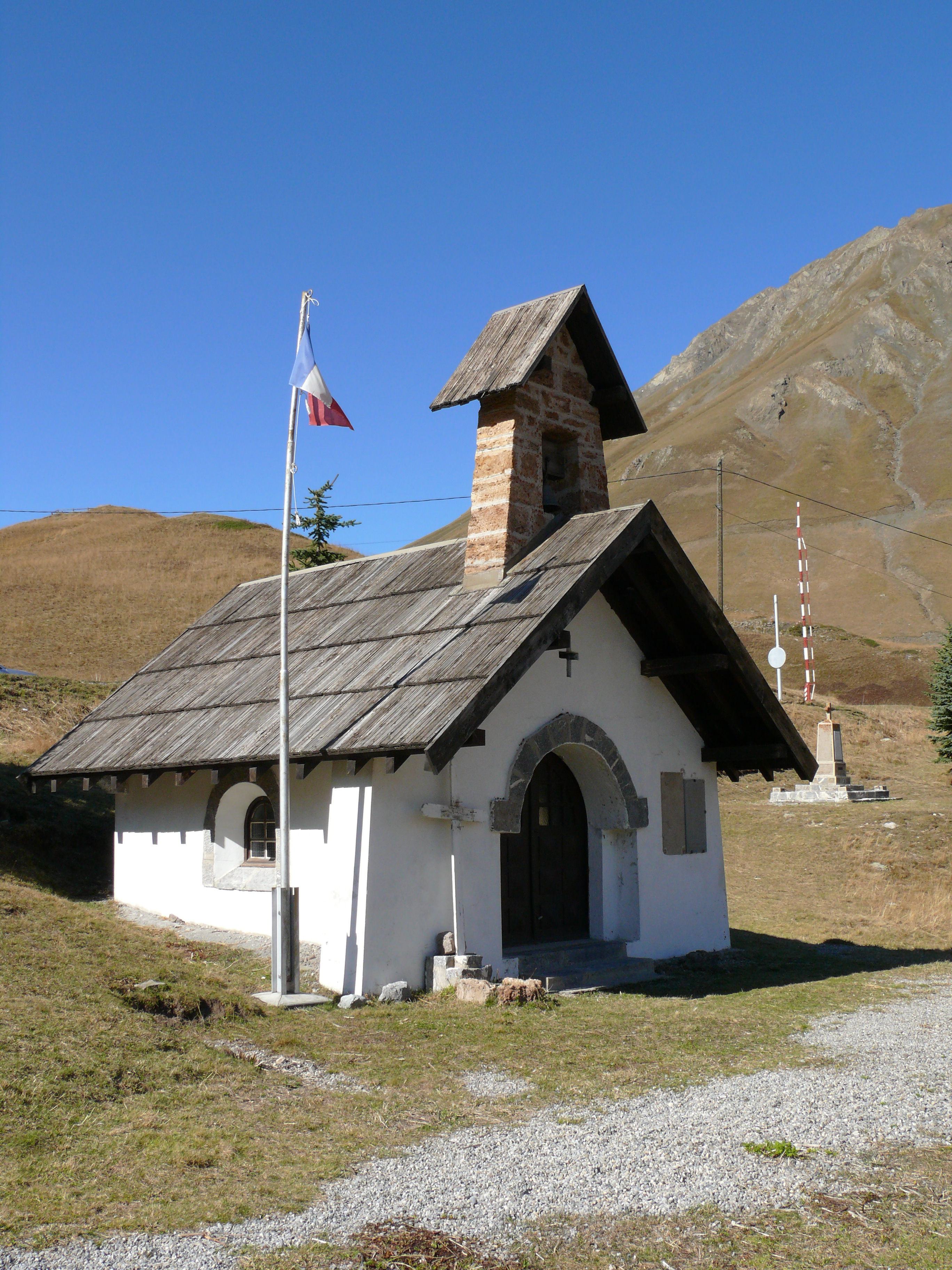
Chapelle des Fusillés am Col du Lautaret

Auf der Passhöhe, kurz nach der Abzweigung der D 902, liegt die „Chapelle des Fusillés“, eine Gedenkstätte für französische und italienische Opfer des Zweiten Weltkriegs. Anfang August 1944 sollte eine in Le Monêtier-les-Bains stationierte Abteilung der 157. Reserve-Division der Wehrmacht im Romanchetal Widerstandsnester der Résistance „säubern“. Die Division wurde von Partisanen, den sogenannten Maquis de l’Oisans attackiert. Am 11. August nahmen Wehrmachtssoldaten am Col du Lautaret 17 Männer gefangen und erschossen sie, nachdem diese gezwungen wurden, ihre eigenen Gräber auszuheben. Die Opfer waren sowohl Bauern, die auf den Wiesen in der Nähe der Passhöhe Heu einfuhren, als auch französische und italienische Widerstandskämpfer. Um sich gegen Partisanenangriffe zu schützen, nahmen die Wehrmachtssoldaten noch am selben Tag alle Männer des Dorfs Villar-d’Arène als Geiseln, von denen fünf (und ein Wehrmachtssoldat) im Tunnel von Chambon umkamen. Am 14. und 15. August erschossen sie in Bourg-d’Oisans mehrere Juden, die sich nach dem deutschen Einmarsch in die Südzone – Unternehmen Anton – hierher geflüchtet hatten sowie Widerstandskämpfer und Geiseln. An die Namen der Opfer erinnern Gedenktafeln in der Kapelle sowie an einer Stele vor der Kapelle.

## Etymologie
Nach Abtrennung des bestimmten Artikels „L'“ bleibt noch das Wort „autaret“ übrig. Dieses ist wahrscheinlich vom vorindogermanischen Stammwort aut- abgeleitet, das eine „Höhe“ oder „Erhebung“ ausdrückt. Von aut- kann einerseits das lateinische Wort altâre, „Altar“ abstammen, und andererseits allaret, allare oder autaret für „der höchste Punkt eines Pfades, der zu einem Pass, einer Alm oder einem Berg führt“.

## Botanischer Garten
Der Botanische Garten Jardin du Lautaret liegt 200 m westlich von der Passhöhe auf etwa 2.100 m Höhe. Er wurde 1919 von Professor Mirande mit Unterstützung des Grenobler Landschaftsarchitekten Ginet und dem Touring Club de France angelegt. Er erweiterte den seit 1899 an dieser Stelle existierenden Botanischen Garten von Professor Lachmann. Der Garten hat eine Fläche von zwei Hektar und beheimatet mehr als 2.000 Gebirgspflanzen und Pflanzen aus kalten Regionen der Welt. Der Garten wird von der Grenobler Universität Joseph Fourier und des CNRS betrieben und dient sowohl wissenschaftlichen Zwecken, wie z. B. der Sammlung von Rosengewächsen (Rosaceae), ökologischen Zwecken wie der Wiederbelebung der Landschaft, als auch pädagogischen und konservatorischen Zwecken. Der Park soll das breite Publikum ansprechen und gefährdete Arten schützen helfen. Seit 2005 besitzt der Garten die Einstufung als Jardin remarquable.

## Radsport

### Tour de France
Die Passstraßen zum Col du Lautaret werden häufig von der Tour de France überquert, weil sie wichtige Verbindungen zwischen den Tälern der Maurienne, Durance und Romanche sind. Erstmals nutzte die Frankreich-Rundfahrt den Pass als Abfahrt im Jahr 1911, nachdem zunächst der höhere Col du Galibier (2645 m) überquert worden war. In den folgenden Jahren blieb der Lautaret immer nur ein Teilabschnitt des Galibier, ehe er 1950 das erste Mal als eigenständiger Pass überquert wurde. Damals sicherte sich Apo Lazaridès auf der Ostauffahrt von Briançon die Bergwertung der 2. Kategorie.
Bis heute wurden auf dem Col du Lautaret elf weitere Bergwertungen ausgefahren. In den verschiedenen Austragungen wurden beide Seiten des Passes befahren, wobei der Anstieg bereits als 3., 2. und 1. Kategorie klassifiziert wurde. Bei der Tour de France 1972 wurde auf der nur 51 Kilometer langen Etappe 14a, die von Briançon nach Vallorie führte, sowohl eine Bergwertung auf dem Col du Lautaret als auch auf dem Col du Galibier abgenommen. Die letzte Überquerung des Passes fand im Jahr 2014 auf der 14. Etappe statt, als die Frankreich-Rundfahrt weiter über den Col d’Izoard (2360 m) nach Risoul führte.

Obwohl der höchste Punkt des Col du Lautaret häufig von der Tour de France erreicht wurde, wird aufgrund seiner Lage zum Col du Galibier nur selten eine Bergwertung abgenommen. Auch 2022 wurde die Passhöhe im Verlauf der 11. und 12. Etappe erreicht, ebenso wie 2024 bei der 4. Etappe.
| Jahr | Etappe           | Bergwertung  | Sieger             |
| ---- | ---------------- | ------------ | ------------------ |
| 1950 | 19. Etappe       | 2. Kategorie | Apo Lazaridès      |
| 1951 | 21. Etappe       | 3. Kategorie | Gino Sciardis      |
| 1953 | 19. Etappe       | 2. Kategorie | Jean Le Guilly     |
| 1958 | 21. Etappe       | 3. Kategorie | Piet Van Est       |
| 1960 | 17. Etappe       | 3. Kategorie | Jean Graczyk       |
| 1962 | 19. Etappe       | 3. Kategorie | Juan Campillo      |
| 1965 | 17. Etappe       | 3. Kategorie | Francisco Gabica   |
| 1972 | 14. Etappe (14a) | 3. Kategorie | Joaquim Agostinho  |
| 1976 | 10. Etappe       | 2. Kategorie | Luciano Conati     |
| 2003 | 09. Etappe       | 1. Kategorie | Danilo Di Luca     |
| 2006 | 15. Etappe       | 2. Kategorie | David De La Fuente |
| 2014 | 14. Etappe       | 1. Kategorie | Joaquim Rodríguez  |

### Giro d’Italia
Der Giro d’Italia führte bislang zweimal über den Col du Lautaret. Beide Überquerungen fanden im Jahr 1994 statt, wobei die Ostauffahrt auf der 20. Etappe und die Westauffahrt auf der 21. Etappe befahren wurde. Die Bergwertungen sicherten sich der Schweizer Pascal Richard und der Italiener Massimo Podenzana.
| Jahr | Etappe     | Bergwertung | Fahrer            | Auffahrt |
| ---- | ---------- | ----------- | ----------------- | -------- |
| 1994 | 20. Etappe | GPM         | Pascal Richard    | Ost      |
| 1994 | 21. Etappe | GPM         | Massimo Podenzana | West     |

### Vuelta a España
Im Jahr 2025 soll der Col du Lautaret erstmals von der Vuelta a España überquert werden. Der Pass wird im Anschluss an den Col de Montgenèvre befahren, womit bei de Pässe Bergwertungen aller drei Grand Tours darstellen werden. Das Ziel der 4. Etappe befindet sich im französischen Voiron.
| Jahr | Etappe    | Bergwertung  | Fahrer | Auffahrt |
| ---- | --------- | ------------ | ------ | -------- |
| 2025 | 4. Etappe | 2. Kategorie |        | Ost      |